# Plateau (departement)
Plateau is een departement in het zuidoosten van het West-Afrikaanse land Benin. De oppervlakte ervan is 2835 vierkante kilometer en het departement heeft een inwonersaantal van ongeveer 450.000. De departementale hoofdstad is sinds 2016 Pobè. De grootste etnische groepen in Plateau zijn de Nagot (Yoruba) met 45,7 procent, Holli met 20,9 procent en de Gun (Fon) met 12,4 procent. Het christendom is met 53,1 procent de voornaamste godsdienst in het departement. Tweede is de islam met 17,8 procent. 11,6 Procent van de bevolking hangt een inheemse godsdienst aan.

## Grenzen
Plateau grenst aan drie andere departementen van Benin. In het noorden is dat Collines, in het westen Zou en in het zuidwesten en het zuiden is dat Ouémé. In het oosten deelt Plateau een grens met de Nigeriaanse deelstaten Oyo en Ogun.

## Geschiedenis
Plateau ontstond als departement op 15 januari 1999 toen de toen nog provincie Ouémé in tweeën werd gedeeld. Hetzelfde gebeurde met de vijf overige provincies van Benin die na die datum allen departementen werden. Pas op 22 juni 2016 werd Pobè aangeduid als prefectuur. Tot dan werd het departement nog bestuurd vanuit Porto-Novo.

## Communes
Het departement is verder verdeeld in vijf communes:
- Ifangni
- Adja-Ouèrè
- Kétou
- Pobè
- Sakété

Alibori · Atacora · Atlantique · Borgou · Collines · Donga · Couffo · Littoral · Mono · Ouémé · Plateau · Zou